# Horse the Band
HORSE the Band – zespół pochodzący z Lake Forest w Kalifornii; najbardziej znany jako przedstawiciel gatunku Nintendocore.

## Skład zespołu
Aktualni członkowie
- Jerimiah Bignell – gitara basowa (od 2009)
- Erik Engstrom – keyboard, syntezator, LSDJ, drugi wokal (od 1999)
- David Isen – gitara (od 1999)
- Daniel Pouliot – perkusja (od 2008)
- Nathan Winneke – główny wokal (od 2002), gitara basowa (1999–2002)
- Ed Edge – trójkąt (od 2011)

Byli członkowie
- Adam Crook – główny wokal (1999–2002)
- Andy Stokes – gitara basowa (2002–2005)
- Dashiel Arkenstone – gitara basowa (2005–2009)
- Jason Karuza – perkusja (1999–2004)
- Eli Green – perkusja (2004–2007)
- Chris Prophet – perkusja (2007–2008)

## Dyskografia
Albumy
- Secret Rhythm of the Universe (2001)
- R. Borlax (2003)
- The Mechanical Hand (2005)
- A Natural Death (2007)
- Desperate Living (2009)

EP
- I Am a Small Wooden Statue on a Patch of Crabgrass Next to a Dried Up Riverbed (2001)
- Beautiful Songs by Men (2002)
- Pizza (2006)
- Shapeshift 7" (2009)

DVDs
- The Effing 69 World Tour (2004)
- We Flooded It, and There's Yogurt Everywhere AKA 48 Hours in Ukraine(2009)
- Earth Tour (2010)

Teledyski
- "A Million Exploding Suns"- The Mechanical Hand
- "Lord Gold Throneroom"- The Mechanical Hand
- "Birdo"- The Mechanical Hand
- "New York City"- A Natural Death
- "Murder"- A Natural Death
- "Shapeshift"- Desperate Living
- "Bunnies"- R. Borlax